# Ernst Neufert
Pour les articles homonymes, voir Neufert.
Ernst Neufert, né le 15 mars 1900 à Freyburg et mort le 23 février 1986 à Rolle, est un architecte allemand connu pour son ouvrage de référence, Les éléments des projets de construction.